# 羅特比爾峰

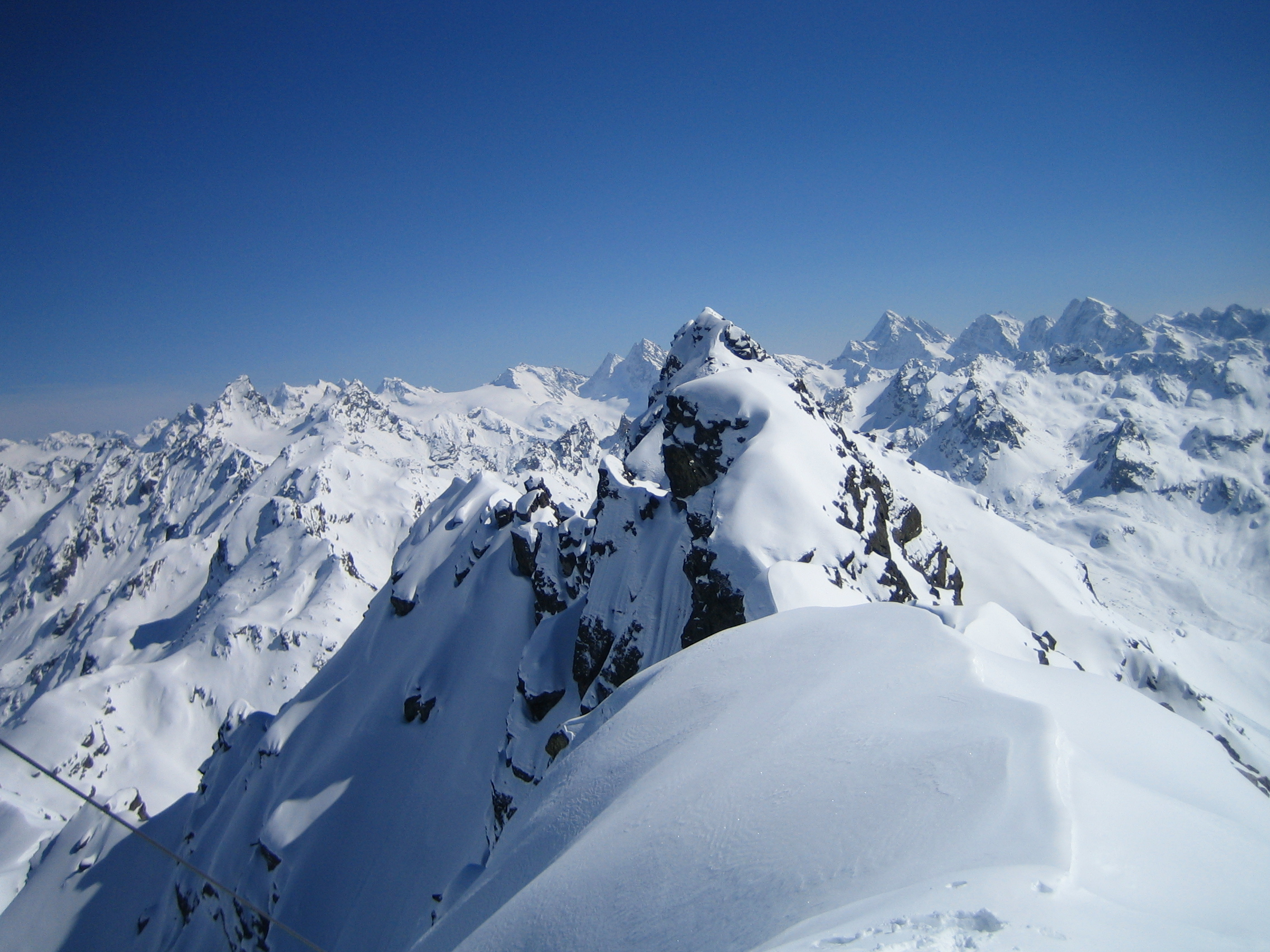

46°54′57.4″N 9°57′32.1″E / 46.915944°N 9.958917°E
羅特比爾峰（德語：Rotbühelspitze），是中歐的山峰，位於奧地利和瑞士接壤的邊境，屬於錫爾夫雷塔阿爾卑斯山脈的一部分，海拔高度2,852米，每年平均降雨量1,367毫米。